# Gneisenaustraße (metrostation)
Gneisenaustraße is een station van de metro van Berlijn, gelegen onder de gelijknamige straat in het Berlijnse stadsdeel Kreuzberg. Het metrostation werd geopend op 19 april 1924 en was ruim een half jaar het zuidelijke eindpunt van de Nord-Süd-Bahn. Tegenwoordig is het station onderdeel van lijn U7.
Het Berlijnse stadsbestuur kampte bij de aanleg van de Nord-Süd-Bahn met een constant gebrek aan financiële middelen, waardoor de lijn na de opening in 1923 steeds in kleine etappes werd verlengd. Als eerste besloot men de oostelijke tak naar Neukölln, de latere lijn CI en de huidige U7, aan te leggen. Het 1300 meter lange eerste deel van deze tak kwam in gebruik op 19 april 1924 en telde twee stations: het latere splitsingsstation Mehringdamm en Gneisenaustraße. Op 14 december 1924 volgde een verlenging met één station tot Hasenheide (nu Südstern).

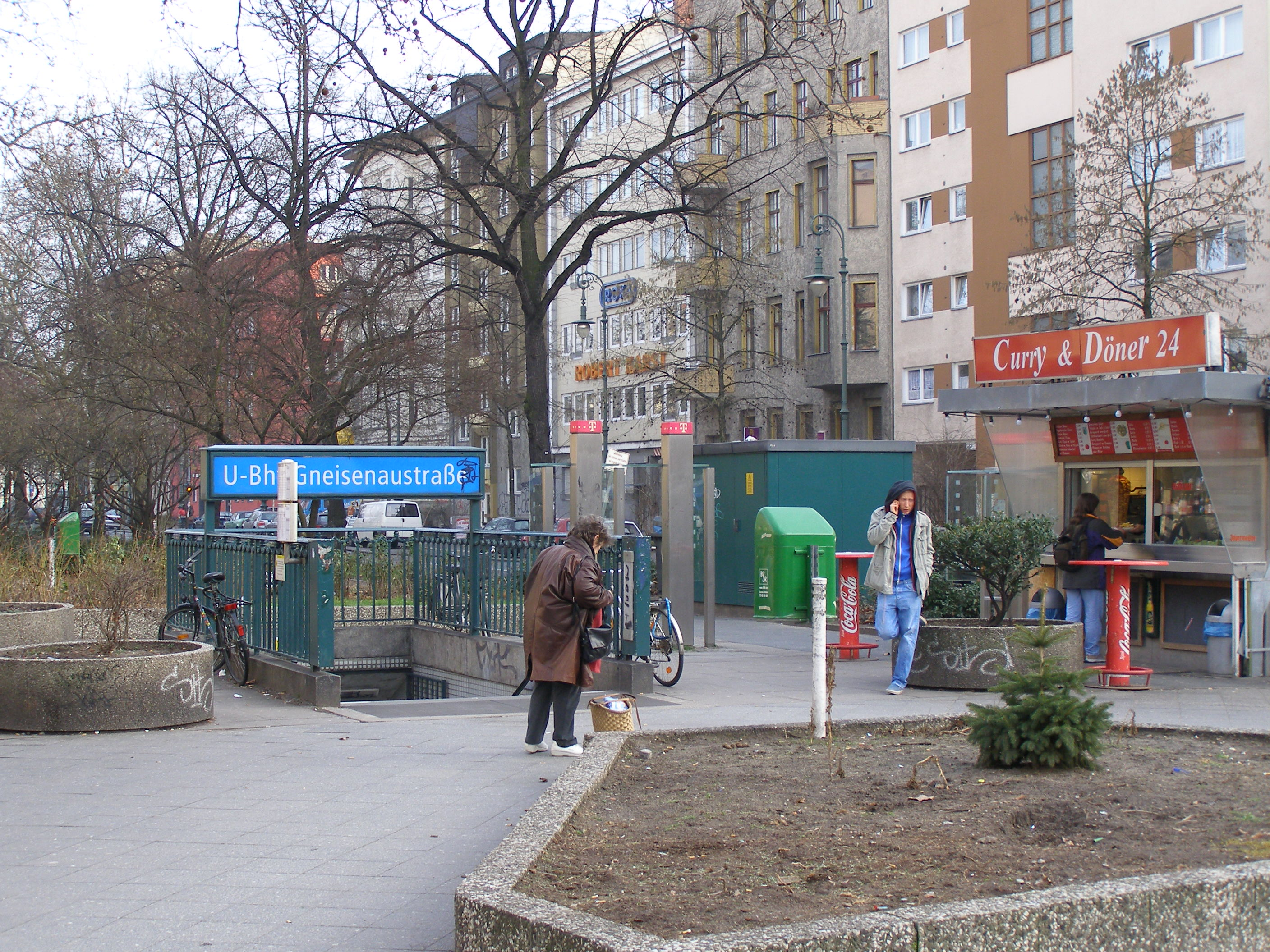
Een van de toegangen

Station Gneisenaustraße kreeg een standaardontwerp van Alfred Grenander met de voor de Nord-Süd-Bahn karakteristieke gepleisterde wanden en had de kenkleur wit. Het eilandperron was oorspronkelijk 80 meter lang, zoals in alle andere stations aan de Nord-Süd-Bahn. In 1968 werd het perron verlengd tot 110 meter, om ruimte aan zesrijtuigtreinen te bieden. Tegelijkertijd werd het station gerenoveerd en werd de wandbepleistering vervangen door groene tegels. Ook de stalen pilaren kregen de kleur groen. Aan beide uiteinden van het station bevindt zich een uitgang naar de middenberm van de Gneisenaustraße.